# Youssef el Rhalfioui
Youssef el Rhalfioui (Larache, 6 september 1983) is een Nederlandse voormalige sprinter, die was gespecialiseerd in de 400 m. Hij werd op dit onderdeel zesvoudig Nederlands kampioen en behoorde op dit onderdeel tot de snelste Nederlanders. In 2009 stapte hij tijdelijk over op de 800 m en werd dat jaar prompt ook op dit nummer Nederlands kampioen.

## Biografie

### Jeugd
Youssef el Rhalfioui is geboren in Marokko en verhuisde op elfjarige leeftijd (1994) naar Nederland. Hij deed eerst aan tafeltennis en raakte via de sportdag op school bekend met atletiek. "Dat kenden wij helemaal niet in Larache. Al deden we wel sprintwedstrijdjes op straat. Tegen iemand anders rennen die je niet kon zien, omdat hij aan de andere kant van de wijk startte. En dan kwam je elkaar op de helft tegen. En ik kreeg ook wel vaak woedende familieleden achter mij aan, bekent hij. Ik was wel stout, ja."
El Rhalfioui volgde een mbo-opleiding metaaltechniek en is aangesloten bij Phanos. Naast atleet is hij maatschappelijk actief; hij was een van de eerste leden van de Jongerenraad Slotervaart, die als doel heeft een brug te slaan tussen de jongeren van Slotervaart en politiek, politie en andere instanties.

### Eerste titel
In 2004 won hij voor de eerste maal de Nederlandse titel op de 400 m in 47,05 s, vlak voor Robert Lathouwers (47,26). Een jaar later verkoos hij de 200 m, waarop hij in 21,41 (rugw. 2,4 m/sec) derde werd. Weer een jaar later was El Rhalfioui op de Nederlandse indoorkampioenschappen van 2006 terug op zijn favoriete nummer, maar sneed Bob Keus hem de pas af met 47,92 om 48,00. Later dat jaar, bij de Nederlandse outdoorkampioenschappen, deed dit feit zich andermaal voor, al waren de tijden van het duellerende tweetal ditmaal 47,31 om 47,92.

### EK 2006
El Rhalfioui nam deel aan de Europese kampioenschappen van 2006 in Göteborg. Hier sneuvelde hij al in de eerste ronde met een tijd van 47,12, terwijl hij eerder al 46,43 had gelopen. Hij was een van de atleten onder de 23 jaar, die van de Nederlandse Atletiekunie met een B-limiet mocht starten op de EK. Het doel hiervan was om talentvolle atleten alvast te laten wennen aan de sfeer en omstandigheden op een groot toernooi, met het oog op de toekomst.
Sinds de EK wordt El Rhalfioui getraind door Troy Douglas. Door een goede samenwerking, communicatie en verlaging van de trainingsintensiteit was hij minder geblesseerd en boekte betere prestaties dankzij een betere loopstijl en meer explosiviteit.

### Succesvol jaar 2007
Het jaar 2007 was voor Youssef el Rhalfioui een succesvol jaar. Hij begon het jaar met het winnen van de 400 m op de NK indoor in Gent. Ondanks zijn griep waarmee hij in de voorbereidingen te kampen had, kwam hij knap tot 47,51 en deze keer versloeg hij Bob Keus (zilver, 47,98) en Jordy Hindriks (brons, 48,64). Met zijn winnende tijd miste hij op 0,2 seconden de limiet voor de EK indoor, dat van 2 tot en met 4 maart 2007 gehouden zou worden in Birmingham (Engeland). In zijn woonplaats Amsterdam pakte hij op de Nederlandse baankampioenschappen vervolgens ook de outdoortitel. Hierbij won hij in een snelle 46,67. Na afloop liet hij optekenen: "Het gaat de laatste weken weer lekker nadat ik privé en lichamelijk wat problemen heb gehad. De WK limiet blijft mijn hoofddoel."

### Indoortitel en olympische ambities
Op zaterdag 16 februari 2008 prolongeerde El Rhalfioui zijn Nederlandse indoortitel in Gent op de 400 m. Met zijn tijd van 48,32 was hij bijna een seconde langzamer dan het jaar ervoor. Op de Nederlandse baankampioenschappen in het Amsterdamse Olympische Stadion herhaalde hij vervolgens zijn prestatie van Gent, door ook hier de nationale titel op de 400 m weer voor zich op te eisen met een tijd van 46,74.
Het was Youssef el Rhalfioui's ambitie om deel te nemen aan de Olympische Spelen van 2008 in Peking, maar hij wist zich niet te kwalificeren.

### Focus op de 800 meter
Na 2008 legde Youssef zich meer toe op de 800 m. In 2009 veroverde hij de Nederlandse outdoortitel op deze afstand.

## Nederlandse kampioenschappen
Outdoor
| Onderdeel | Jaar             |
| --------- | ---------------- |
| 400 m     | 2004, 2007, 2008 |
| 800 m     | 2009             |

Indoor
| Onderdeel | Jaar             |
| --------- | ---------------- |
| 400 m     | 2007, 2008, 2011 |

## Persoonlijke records
Outdoor
| Onderdeel | Prestatie | Datum            | Plaats |
| --------- | --------- | ---------------- | ------ |
| 100 m     | 10,83 s   | 18 augustus 2007 | Breda  |
| 150 m     | 16,24 s   | 6 mei 2006       | Lisse  |
| 200 m     | 21,68 s   | 3 juni 2006      | Uden   |
| 300 m     | 33,28 s   | 5 mei 2007       | Lisse  |
| 400 m     | 46,43 s   | 10 juni 2006     | Leiden |
| 800 m     | 1.48,00 s | 27 juni 2009     | Uden   |

Indoor
| Onderdeel | Prestatie | Datum            | Plaats    |
| --------- | --------- | ---------------- | --------- |
| 50 m      | 6,16 s    | 10 december 2006 | Utrecht   |
| 60 m      | 6,94 s    | 22 januari 2006  | Dortmund  |
| 200 m     | 21,55 s   | 27 januari 2007  | Luxemburg |
| 400 m     | 47,11 s   | 26 februari 2012 | Apeldoorn |
| 800 m     | 1.50,89 s | 14 februari 2010 | Gent      |

## Prestatieontwikkeling
| Jaar | 400 m (outdoor) | 400 m (indoor) |
| ---- | --------------- | -------------- |
| 2001 | 49,33           | -              |
| 2002 | 47,55           | 50,21          |
| 2003 | 47,33           | 50,22          |
| 2004 | 46,45           | -              |
| 2005 | 48,07           | 48,34          |
| 2006 | 46,43           | 47,46          |
| 2007 | 46,55           | 47,51          |
| 2008 | 46,74           | 48,07          |
| 2009 | 47,28           | -              |
| 2010 | 47,03           | -              |
| 2011 | -               | 47,39          |
| 2012 | 46,92           | 47,11          |